# Nicholas Latifi
Nicholas Latifi (také známý pod přezdívkou "Goatifi") (* 29. června 1995 Montréal) je kanadský automobilový závodník kanadsko-íránského původu. Byl jezdcem za tým F1 Williams Racing, u nějž skončil po sezóně 2022.
V minulosti působil jako testovací jezdec u týmu Renault (2016–17), Force India / Racing Point (2018) a v roce 2019 u týmu Williams kde pro sezonu 2020 pak v pozici jezdce nahradil Roberta Kubicu. Jeho největší úspěch kariéry je vítězství třetího tréninku na Grand Prix Maďarska. V roce 2021 pomohl svojí nehodou Maxi Verstappenovi, vyhrát jeho první mistrovský titul ve Formuli 1.

## Soukromý život
Jeho otcem je Michael Latifi, jde o podnikatele a CEO Sofina Foods. Latifi starší též vlastní akcie v McLaren Group.
Toto může vést k možnosti že Nicholas by se dostal do prominentnější role (juniorský jezdec/jezdec) v McLarenu, ačkoliv CEO McLarenu Zak Brown řekl, že o tom nikdy nemluvili, mluvili pouze o Latifiho investicích. Latifiho otec investoval do McLarenu 270 milionů dolarů.

## Kariéra
Nicholas začal závodit v roce 2009 v motokárách. Postupně se propracoval přes nejrůznějších sérií až do GP2 Series a později Formule 2. Klíčová sezóna pro Latifiho byla v roce 2019 ve F2, kde skončil na druhém místě, když ho porazil Nyck de Vries. V sezóně 2019 Latifi získal dohromady 4 vítězství(3 hlavní závody a 1 sprint). V roce 2020 na Grand Prix Rakouska začal svoji kariéru ve F1. Své první body získal na Grand Prix Maďarska 2021, když skončil na sedmé pozici, což je taky jeho nejlepší výsledek v životě.

## Kompletní výsledky
| Legenda k tabulce | Legenda k tabulce                                                                       |
| Barva             | Výsledek                                                                                |
| ----------------- | --------------------------------------------------------------------------------------- |
| Zlatá             | Vítěz                                                                                   |
| Stříbrná          | 2. místo                                                                                |
| Bronzová          | 3. místo                                                                                |
| Zelená            | Bodované umístění                                                                       |
| Modrá             | Nebodované umístění                                                                     |
| Modrá             | Dokončil neklasifikován (NC)                                                            |
| Fialová           | Odstoupil (Ret)                                                                         |
| Červená           | Nekvalifikoval se (DNQ)                                                                 |
| Červená           | Nepředkvalifikoval se (DNPQ)                                                            |
| Černá             | Diskvalifikován (DSQ)                                                                   |
| Bílá              | Nestartoval (DNS)                                                                       |
| Bílá              | Závod zrušen (C)                                                                        |
| Světle modrá      | Pouze trénoval (PO)                                                                     |
| Světle modrá      | Páteční testovací jezdec (TD)                                                           |
| Bez barvy         | Netrénoval (DNP)                                                                        |
| Bez barvy         | Vyřazen (EX)                                                                            |
| Bez barvy         | Nepřijel (DNA)                                                                          |
| Bez barvy         | Odvolal účast (WD)                                                                      |
| Bez barvy         | Nezúčastnil se (prázdné)                                                                |
| Označení          | Význam                                                                                  |
| Tučnost           | Pole position                                                                           |
| Kurzíva           | Nejrychlejší kolo                                                                       |
| †                 | Jezdec nedojel do cíle, ale byl klasifikován, protože odjel více než 90 % délky závodu. |
| ‡                 | Byl udělován poloviční počet bodů, protože bylo odjeto méně než 75 % délky závodu.      |
| Horní index       | Umístění bodujících jezdců ve sprintu                                                   |

### Formule 1
| Rok  | Tým                              | Šasi              | Motor                                       | 1       | 2       | 3      | 4      | 5      | 6      | 7      | 8      | 9       | 10     | 11      | 12      | 13     | 14      | 15      | 16      | 17      | 18     | 19     | 20      | 21     | 22      | Body | Umístění  |
| ---- | -------------------------------- | ----------------- | ------------------------------------------- | ------- | ------- | ------ | ------ | ------ | ------ | ------ | ------ | ------- | ------ | ------- | ------- | ------ | ------- | ------- | ------- | ------- | ------ | ------ | ------- | ------ | ------- | ---- | --------- |
| 2018 | Sahara Force India F1 Team       | Force India VJM11 | Mercedes M09 EQ Power+ 1,6 V6 t             | AUS     | BHR     | CHN    | AZE    | ESP    | MON    | CAN TD | FRA    | AUT     | GBR    | GER TD  | HUN     |        |         |         |         |         |        |        |         |        |         | –    | –         |
| 2018 | Racing Point Force India F1 Team | Force India VJM11 | Mercedes M09 EQ Power+ 1,6 V6 t             |         |         |        |        |        |        |        |        |         |        |         |         | BEL    | ITA     | SIN     | RUS TD  | JPN     | USA    | MEX TD | BRA TD  | ABU    |         | –    | –         |
| 2019 | ROKiT Williams Racing            | Williams FW42     | Mercedes M10 EQ Power+ 1,6 V6 t             | AUS     | BHR     | CHN    | AZE    | ESP    | MON    | CAN TD | FRA TD | AUT     | GBR    | GER     | HUN     | BEL TD | ITA     | SIN     | RUS     | JPN     | MEX TD | USA TD | BRA TD  | ABU    |         | –    | –         |
| 2020 | Williams Racing                  | Williams FW43     | Mercedes F1 M11 EQ Performance 1,6 V6 t     | AUT 11  | STY 17  | HUN 19 | GBR 15 | 70A 19 | ESP 18 | BEL 16 | ITA 11 | TUS Ret | RUS 16 | EIF 14  | POR 18  | EMI 11 | TUR Ret | BHR 14  | SKR Ret | ABU 17  |        |        |         |        |         | 0    | 21. místo |
| 2021 | Williams Racing                  | Williams FW43B    | Mercedes–AMG F1 M12 EQ Performance 1,6 V6 t | BHR 18† | EMI Ret | POR 18 | ESP 16 | MON 15 | AZE 16 | FRA 18 | STY 17 | AUT 16  | GBR 14 | HUN 7   | BEL 9‡  | NED 16 | ITA 11  | RUS 19† | TUR 17  | USA 15  | MXC 17 | SAP 16 | QAT Ret | SAU 12 | ABU Ret | 7    | 17. místo |
| 2022 | Williams Racing                  | Williams FW44     | Mercedes–AMG M13 E Performance 1,6 V6 t     | BHR 16  | SAU Ret | AUS 16 | EMI 16 | MIA 14 | ESP 16 | MON 15 | AZE 15 | CAN 16  | GBR 12 | AUT Ret | FRA Ret | HUN 18 | BEL 18  | NED 18  | ITA 15  | SIN Ret | JPN 9  | USA 17 | MXC 18  | SAP 19 | ABU 19† | 2    | 20. místo |

### GP2 Series
| Rok  | Tým               | 1         | 2         | 3           | 4           | 5           | 6          | 7          | 8           | 9          | 10         | 11         | 12         | 13         | 14         | 15         | 16        | 17         | 18         | 19         | 20         | 21          | 22         | Body | Umístění  |
| ---- | ----------------- | --------- | --------- | ----------- | ----------- | ----------- | ---------- | ---------- | ----------- | ---------- | ---------- | ---------- | ---------- | ---------- | ---------- | ---------- | --------- | ---------- | ---------- | ---------- | ---------- | ----------- | ---------- | ---- | --------- |
| 2014 | Hilmer Motorsport | BHR FEA   | BHR SPR   | CAT FEA     | CAT SPR     | MON FEA     | MON SPR    | RBR FEA    | RBR SPR     | SIL FEA    | SIL SPR    | HOC FEA    | HOC SPR    | HUN FEA    | HUN SPR    | SPA FEA    | SPA SPR   | MNZ FEA    | MNZ SPR    | SOC FEA    | SOC SPR    | YMC FEA 22  | YMC SPR 17 | 0    | 32. místo |
| 2015 | MP Motorsport     | BHR FEA   | BHR SPR   | CAT FEA     | CAT SPR     | MON FEA     | MON SPR    | RBR FEA    | RBR SPR     | SIL FEA    | SIL SPR    | HUN FEA 15 | HUN SPR 14 | SPA FEA    | SPA SPR    | MNZ FEA    | MNZ SPR   | SOC FEA 18 | SOC SPR 14 | BHR FEA 15 | BHR SPR 11 | YMC FEA Ret | YMC SPR C  | 0    | 27. místo |
| 2016 | DAMS              | CAT FEA 2 | CAT SPR 7 | MON FEA Ret | MON SPR Ret | BAK FEA Ret | BAK SPR 13 | RBR FEA 10 | RBR SPR Ret | SIL FEA 11 | SIL SPR 10 | HUN FEA 16 | HUN SPR 12 | HOC FEA 14 | HOC SPR 17 | SPA FEA 13 | SPA SPR 9 | MNZ FEA 16 | MNZ SPR 15 | SEP FEA 14 | SEP SPR 10 | YMC FEA 9   | YMC SPR 12 | 23   | 16. místo |

### Formule 2
| Rok  | Tým  | 1          | 2          | 3         | 4         | 5           | 6          | 7          | 8          | 9         | 10        | 11         | 12        | 13         | 14         | 15          | 16         | 17        | 18         | 19         | 20         | 21        | 22          | 23          | 24         | Body | Umístění |
| ---- | ---- | ---------- | ---------- | --------- | --------- | ----------- | ---------- | ---------- | ---------- | --------- | --------- | ---------- | --------- | ---------- | ---------- | ----------- | ---------- | --------- | ---------- | ---------- | ---------- | --------- | ----------- | ----------- | ---------- | ---- | -------- |
| 2017 | DAMS | BHR FEA 11 | BHR SPR 4  | CAT FEA 6 | CAT SPR 3 | MON FEA Ret | MON SPR 13 | BAK FEA 3  | BAK SPR 3  | RBR FEA 2 | RBR SPR 8 | SIL FEA 8  | SIL SPR 1 | HUN FEA 2  | HUN SPR 6  | SPA FEA DNS | SPA SPR 9  | MNZ FEA 3 | MNZ SPR 16 | JER FEA 4  | JER SPR 2  | YMC FEA 5 | YMC SPR 3   |             |            | 178  | 5. místo |
| 2018 | DAMS | BHR FEA 11 | BHR SPR 10 | BAK FEA 5 | BAK SPR 3 | CAT FEA 14  | CAT SPR 8  | MON FEA 9  | MON SPR 8  | LEC FEA 7 | LEC SPR 8 | RBR FEA 11 | RBR SPR 8 | SIL FEA 17 | SIL SPR 16 | HUN FEA Ret | HUN SPR 16 | SPA FEA 8 | SPA SPR 1  | MNZ FEA 5  | MNZ SPR 4  | SOC FEA 2 | SOC SPR Ret | YMC FEA Ret | YMC SPR 15 | 91   | 9. místo |
| 2019 | DAMS | BHR FEA 1  | BHR SPR 3  | BAK FEA 4 | BAK SPR 1 | CAT FEA 1   | CAT SPR 6  | MON FEA 12 | MON SPR 10 | LEC FEA 5 | LEC SPR 6 | RBR FEA 9  | RBR SPR 6 | SIL FEA 2  | SIL SPR 5  | HUN FEA 1   | HUN SPR 7  | SPA FEA C | SPA SPR C  | MNZ FEA 13 | MNZ SPR 10 | SOC FEA 2 | SOC SPR 4   | YMC FEA 7   | YMC SPR 2  | 214  | 2. místo |